# Malanda
Malanda är en ort i Australien. Den ligger i kommunen Tablelands och delstaten Queensland, omkring 1 400 kilometer nordväst om delstatshuvudstaden Brisbane. Antalet invånare är 1 009.
Runt Malanda är det mycket glesbefolkat, med 6 invånare per kvadratkilometer.. Närmaste större samhälle är Atherton, omkring 16 kilometer nordväst om Malanda. 
Omgivningarna runt Malanda är en mosaik av jordbruksmark och naturlig växtlighet. Genomsnittlig årsnederbörd är 2 169 millimeter. Den regnigaste månaden är mars, med i genomsnitt 496 mm nederbörd, och den torraste är oktober, med 36 mm nederbörd.